# Medalha Anschluss

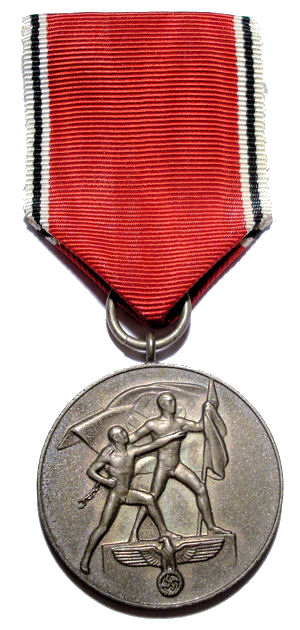
A medalha

A Medalha Comemorativa Anschluss (em alemão Die Medaille zur Erinnerung an den 13. März 1938) foi uma medalha oferecida pelo governo da Alemanha durante o período entreguerras.